# Ujházy László (tanár)
Rosnó-Bányai Ujházy László (Pozsony, 1855. – Pestszentlőrinc, 1943. július 17.) állami főgimnáziumi tanár, tankönyvíró, történész, a  Szent István Akadémia tagja.

## Élete
1881-ben tett tanári vizsgát a történelemből és földrajzból. 1879-től a debreceni, 1881-től a nagykikindai piarista gimnázium tanára volt. 1894-ben Budapestre került, és a VIII. kerületi állami iskola-, 1906 és 1920 között a Trefort utcai tanárképzőintézet (ma: ELTE Trefort Ágoston Gyakorlóiskola) gyakorló főgimnáziumi tanáraként működött. 1915-ben a Szent István Akadémia irodalmi osztályának tagjává választották. 
Később a budapesti állami tanárképzőintézeti gyakorló iskola főgimnáziumi tanáraként működött.

## Művei
- A magyar nemzet történelme középiskolák alsó osztályai számára. I. rész. A III. osztály számára. 36 ábrával és 3 térképpel. Budapest, 1900. (2. rövidített kiadás. Budapest, 1903, 3. átdolgozott kiadás. Budapest, 1909. 43 fametszettel)
- A magyar nemzet történelme középiskolák alsó osztályai számára. II. rész. A IV. osztály számára. 56 ábrával és 4 térképpel. Budapest, 1900. (3. átdolgozott kiadás. Budapest, 1910)
- A magyar nemzet történelme iskolai használatra. Felsőbb leányiskolák és tanítóképzők számára. Budapest, 1900
- Egyetemes  történelem. 1.  rész.  Középiskolák  V.  osztálya számára. Budapest, 1902, 1911 (2. átdolgozott kiadás 1917, 1923, 1926)
- A magyar királyság földrajza. Középiskolák I. osztálya számára. 87 fametszettel. Budapest, 1902 (Jákó Jánossal. 2. kiadás. Budapest, 1908)
- Egyetemes történelem. 2. rész. Középiskolák 6. osztálya számára. Budapest, 1903 (2. átdolgozott kiadás, 1912, 3 kiadás, 1918, 4. kiadás, 1924)
- Az Ujvilág földrajza. A középiskolák III. osztálya számára. 53 fametszettel. Budapest, 1903
- Egyetemes  történelem. 3. rész.  Középiskolák  VII.  osztálya számára. Budapest, 1904 (2. átdolgozott kiadás kiadás, 1913)
- A magyar nemzet történelme. Felsőbb leányiskolák és tanítónőképzők számára. 140 fametszettel, Budapest, 1905
- A magyar nemzet oknyomozó történelme, Középiskolák VIII. osztálya számára. 144 fametszettel. Budapest, 1906
  - → új kiadás: A magyar nemzet történelme címen, Black & White Kiadó, Nyíregyháza, é. n. [2006], ISBN 963-9622-45-1[1]
- Összefoglaló jegyzetek a Magyarország oknyomozó történetéhez. Kéziratnak tekintendő. Budapest, 1906 (névtelenül)
- Az óvilág (Európa, Ázsia és Afrika) földrajza a középiskolák 2. osztálya számára. Budapest, 1910 (Jákó Jánossal)
- Monumenta historiae Hungaricae diplomatica. Összeállította és gyűjtötte. Budapest, 1914
- Egyetemes világtörténet a nagyközönség használatára. 
  - 1. Ókor.
  - 2. A középkor.
  - 3. Az újkor. Budapest, 1913.

Ő volt A Magyar Tudományos Akadémia Könyvkiadó Vállalata-sorozatban megjelent Fournier Ágoston-féle I. Napoleon életrajza (3 kötet, Budapest, 1916–1920) című mű lektora is.